# Tridentellia crenopharynx
Tridentellia crenopharynx är en rundmaskart som först beskrevs av Nikolai Nikolaievich Filipjev 1946.  Tridentellia crenopharynx ingår i släktet Tridentellia och familjen Comesomatidae. Inga underarter finns listade i Catalogue of Life.